# Henry Bazin
Pour les articles homonymes, voir Bazin.
Henry Émile Bazin (20 octobre 1829 à Nancy - 14 février 1917 à Chenôve près de Dijon) est un ingénieur du Corps des Ponts et Chaussées qui exerça en tant qu’hydraulicien, et dont les principales contributions touchent l’étude systématique des écoulements à surface libre et la mesure des débits (jaugeage).

## Biographie
Ancien élève de l’École polytechnique (promotion X1846) et de l’École des ponts et chaussées, Henry Bazin est ingénieur à Tonnerre puis à Dijon. Il y est chargé en 1854 du service du canal de Bourgogne. Nommé ingénieur en chef des ponts et chaussées à Dijon en 1876, puis promu inspecteur général en 1886. À sa retraite, il s’établit à Chenôve.

## Travaux de l’ingénieur

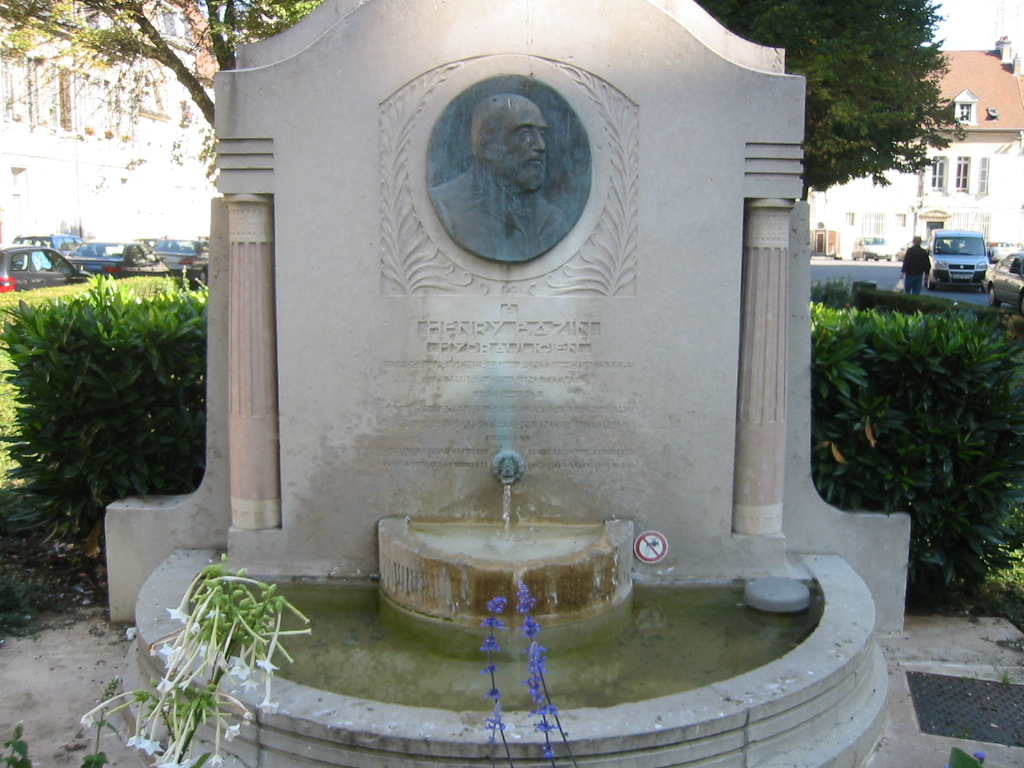
Fontaine Henry-Bazin place Saint-Michel à Dijon

À l’issue de ses études à l’école des Ponts et Chaussées, Henry Bazin est nommé en 1851 ingénieur des Ponts et Chaussées de 3e classe, au poste de Saint-Flour, ville qu’il quittera au bout de quelques mois pour Aurillac, puis pour Tonnerre en 1853, affecté au canal de Bourgogne, responsable du versant « Yonne » de cet ouvrage de 242 km de long. De nouveau muté en mars 1854, il est nommé à Dijon pour s’occuper du versant Côte-d'Or : entretien des rives, des écluses (il y en a 76 entre Pouilly et Saint-Jean-de-Losne), des 72 biefs et des réservoirs.
En 1857, il est nommé directeur du service des eaux de la ville de Dijon. Il va s’occuper des fontaines publiques et du réseau d’eau potable. Toujours responsable du canal de Bourgogne, il fait agrandir entre 1871 et 1875 le réservoir de Panthier, triplant sa capacité qui passe de 3 à 9 millions de mètres cubes. En 1867, le toueur à vapeur remplace la traction à main d’homme dans le tunnel de Pouilly. Une chaîne métallique a été installée au fond du canal, le remorqueur (toueur) s’y accroche et tracte de une à dix péniches.
En 1878, il devient responsable de la totalité du canal. Il fait installer un barrage dans la vallée de l’Armançon, qui sera achevé en 1882. En 1879, il commence la mise au « gabarit Freycinet » des écluses : les péniches mesureront désormais 38 mètres contre 30 mètres pour les péniches bourguignonnes. Le travail est considérable : 189 écluses à transformer en commençant par détourner l’eau, en perturbant le moins possible le trafic (et sans compter plusieurs ponts à rehausser). En interrompant le trafic seulement deux mois chaque été, les travaux seront achevés en 1882.

## Travaux du chercheur
Attiré toute sa vie par les mathématiques pures, Henry Bazin a publié dès 1851 un article sur "la question relative aux déterminants" dans le Journal de mathématiques pures et appliquées édité par Joseph Liouville. Il correspond régulièrement avec son camarade de promotion Charles Hermite sur des sujets de mathématiques pures. En 1863, il traduit en français l’algèbre supérieure de George Salmon.
Mais c’est à son arrivée à Dijon qu’il commence à collaborer aux recherches d’hydrodynamique de son supérieur hiérarchique, Henry Darcy, auquel il succédera. Henry Bazin poursuit et développe ses travaux d’hydraulique.  La plupart des expériences effectuées à l’occasion de ses recherches ont lieu sur des rigoles proches du canal de Bourgogne (la Colombière à Dijon) et des réservoirs de Grosbois-en-Montagne et Chazilly. Il s’attache particulièrement à l’écoulement de l’eau dans les canaux découverts. Sa formule (dite formule de Bazin), qui généralise celle d’Antoine de Chézy, reste universellement appliquée par tous les ingénieurs hydrauliciens. Elle est systématiquement appliquée pour l’étude des réseaux d’égout.
Formule de Bazin : {\displaystyle C={\frac {87}{1+{\frac {m}{\sqrt {R}}}}}} (C : coefficient de Chézy, m dépend de la paroi, R : rayon hydraulique)
Henry Bazin s'intéresse également à l'onde solitaire mise en évidence pour la première fois par l'Écossais John Scott Russell qui l'a observé en se promenant le long d'un canal . Ainsi, Bazin présente des observations complémentaires en 1862 à l'Académie des Sciences , avant que Joseph Boussinesq ne modélise le phénomène .
Élu membre non résidant de l’Académie des sciences le 5 mai 1913.

## Publications
- Recherches hydrauliques - entreprises par M. Henry Darcy continuées par M. Henry Bazin. Mémoire en deux parties (Recherches expérimentales sur l'écoulement de l'eau dans les canaux découverts; Recherches expérimentales relatives au remous et à la propagation des ondes). Dunod, Paris, Imprimerie impériale. 1865.
- Rapport aux remous et a la propagation des ondes. Académie des sciences, Paris, 1865.
- Étude comparative des formules nouvellement proposées pour calculer le débit des canaux découverts, dans Annales des ponts et chaussées. Mémoires et documents relatifs à l'art des constructions et au service de l'ingénieur, 1er semestre 1871, p. 9-43 (lire en ligne) et planches 3, 4 (voir)
- Expériences sur la propagation des ondes le long de cours d’eau torrentueux, et confirmation, par ces expériences, des formules données par M. Boussinesq dans sa théorie du mouvement graduellement varié des fluides. 1885. CRAS
- Expériences nouvelles sur la distribution des vitesses dans les tuyaux. Mémoires présentés par divers savants étrangers à l'Académie des sciences, Paris, 1902.